# Jacob Mayer
Pour les articles homonymes, voir Mayer.
Jacob Mayer (né le 1er mai 1813 à Dunningen, dans le royaume de Wurtemberg et mort le 30 juillet 1875 à Bochum)  est un industriel et un inventeur allemand qui fut un rival d'Alfred Krupp dans le domaine de la sidérurgie.

## Biographie
Jacob Mayer est le fils de fermiers souabes et présenta très tôt des dons pour les ouvrages techniques. Il suit l'école puis apprend le métier d'horloger chez son oncle, Dominikus Mauch à Cologne. Son oncle horloger avait tenté par de nombreuses expériences de percer le secret de l'acier anglais, lequel permettait à l'époque de fabriquer de petits objets en acier très appréciés des techniciens, mais sans succès.

## Carrière
Jacob Mayer s'essaie à la suite de son oncle en commençant à fabriquer des moules en argile qui ne résistent d'abord pas au minerai en fusion avant qu'une argile venant de l'Eifel offre la résistance attendue. En 1832, il forge ses premiers objets en acier. En 1842, il fonde sa société avec Eduard Kuhn, la Gußstahlfabrik Mayer und Kühne. L'usine est transportée à Bochum et la production y commence en 1845.
Jacob Mayer se présente comme un concurrent dans la production de canon en acier pour l'État prussien face à Alfred Krupp. Son idée de génie est de fondre les canons dans des moules au lieu de les forger, diminuant nettement le temps de production. Krupp pense l'idée irréalisable et le dénigre auprès des autorités et financiers.
Mayer s'étant engagé à produire ce canon doit d'abord trouver le matériau constituant le moule : celui-ci est composé de sable et d'argile liés par du blanc d'œuf et de la levure qui permettent au gaz de s'échapper. Le revêtement du moule est fait de graphite, de charbon, de blanc d'œuf et d'eau, et rend un objet net. Cependant, cette innovation ne lui rapportera rien car au printemps 1849, le gouvernement prussien décide de confier le contrat de production d'armes à son rival, Alfred Krupp, estimant que les armes doivent être forgées et non fondues.
À la suite de cet échec, Jacob Mayer transforme en 1854 son entreprise en une société par actions (les fonderies de Bochum (Bochumer Verein für Bergbau und Gußstahlfabrikation)). Mayer fit jurer à ses ouvriers de ne jamais divulguer les secrets de fabrique de son entreprise ni le métier qu'ils y avaient appris. Il commence à fabriquer des cloches d'église, objet nettement plus difficile à fabriquer qu'un canon car devant rendre un son parfait.
Il présente ses cloches moulées à l'exposition universelle de Paris en 1855. Pris à partie par Krupp qui doute qu'il s'agisse d'acier et le traite de charlatan et d'imposteur, Mayer propose de faire détruire une des cloches afin qu'elle soit analysée. Les morceaux refondus de la cloche prouvent qu'il s'agit bien d'acier, et non de fer ou de fonte. Mayer reçoit la médaille d'or de Napoléon III.
Sa technique d'acier moulé, qu'il continuera à améliorer, sera ensuite copiée par Krupp en 1869. Son entreprise employait à la fin de sa vie 4500 ouvriers et sera rachetée après sa mort par la société Krupp.

## Documentaire
2012 : Les maîtres de l'acier duel dans la Ruhr de Birgit Tanner et Mira Thiel

## Sources
- (de) Cet article est partiellement ou en totalité issu de l’article de Wikipédia en allemand intitulé « Jacob Mayer (Fabrikant) » (voir la liste des auteurs).